# Anna Uvárova
Anna Uvárova –en ruso, Анна Уварова– (21 de mayo de 1985) es una deportista rusa que compitió en natación, en la modalidad de aguas abiertas.
Ganó una medalla de plata en el Campeonato Mundial de Natación de 2009 y una medalla de bronce en el Campeonato Europeo de Natación en Aguas Abiertas de 2008.

## Palmarés internacional
| Campeonato Mundial | Campeonato Mundial  | Campeonato Mundial | Campeonato Mundial |
| Año                | Lugar               | Medalla            | Prueba             |
| ------------------ | ------------------- | ------------------ | ------------------ |
| 2009               | Roma (Italia)       | Medalla de plata   | 25 km              |
| Campeonato Europeo |                     |                    |                    |
| Año                | Lugar               | Medalla            | Prueba             |
| 2008               | Dubrovnik (Croacia) | Medalla de bronce  | 25 km              |